# مقاطعة بوثا-بوث
بوثا-بوث هي مقاطعة من مقاطعات ليسوتو.تغطي مساحة 1767 كم مربع ويقدر سكانها في 2006 ب109529 نسمة.بوثا-بوث هي عاصمة المقاطعة أو الكامبتاون الخاصة بها والمدينة الوحيدة في المقاطعة.

## الجغرافيا
تحد بوثا-بوث في الشمال بجنوب أفريقيا تحديدا محافظة فري ستيت.محليا تحد بمقاطعتين:
- مقاطعة موخوتلنغ-من الشمال الغربي
- مقاطعة لريب-من الجنوب

## المناخ
يظهر الجدول التالي التغييرات المناخية على مدار السنة لمقاطعة بوثا-بوث:
| البيانات المناخية لـمقاطعة بوثا-بوث | البيانات المناخية لـمقاطعة بوثا-بوث | البيانات المناخية لـمقاطعة بوثا-بوث | البيانات المناخية لـمقاطعة بوثا-بوث | البيانات المناخية لـمقاطعة بوثا-بوث | البيانات المناخية لـمقاطعة بوثا-بوث | البيانات المناخية لـمقاطعة بوثا-بوث | البيانات المناخية لـمقاطعة بوثا-بوث | البيانات المناخية لـمقاطعة بوثا-بوث | البيانات المناخية لـمقاطعة بوثا-بوث | البيانات المناخية لـمقاطعة بوثا-بوث | البيانات المناخية لـمقاطعة بوثا-بوث | البيانات المناخية لـمقاطعة بوثا-بوث | البيانات المناخية لـمقاطعة بوثا-بوث |
| الشهر                               | يناير                               | فبراير                              | مارس                                | أبريل                               | مايو                                | يونيو                               | يوليو                               | أغسطس                               | سبتمبر                              | أكتوبر                              | نوفمبر                              | ديسمبر                              | المعدل السنوي                       |
| ----------------------------------- | ----------------------------------- | ----------------------------------- | ----------------------------------- | ----------------------------------- | ----------------------------------- | ----------------------------------- | ----------------------------------- | ----------------------------------- | ----------------------------------- | ----------------------------------- | ----------------------------------- | ----------------------------------- | ----------------------------------- |
| متوسط درجة الحرارة الكبرى °ف        | 79                                  | 79                                  | 75                                  | 70                                  | 66                                  | 61                                  | 59                                  | 68                                  | 72                                  | 79                                  | 79                                  | 81                                  | 72                                  |
| متوسط درجة الحرارة الصغرى °ف        | 57                                  | 57                                  | 52                                  | 41                                  | 41                                  | 34                                  | 34                                  | 43                                  | 41                                  | 52                                  | 55                                  | 57                                  | 47                                  |
| معدل هطول الأمطار إنش               | 7.3                                 | 2.3                                 | 3.1                                 | 0.3                                 | 2.4                                 | 1.5                                 | 0                                   | 0.2                                 | 0                                   | 1.2                                 | 7.1                                 | 5.7                                 | 31.2                                |
| متوسط درجة الحرارة الكبرى °م        | 26                                  | 26                                  | 24                                  | 21                                  | 19                                  | 16                                  | 15                                  | 20                                  | 22                                  | 26                                  | 26                                  | 27                                  | 22                                  |
| متوسط درجة الحرارة الصغرى °م        | 14                                  | 14                                  | 11                                  | 5                                   | 5                                   | 1                                   | 1                                   | 6                                   | 5                                   | 11                                  | 13                                  | 14                                  | 8                                   |
| معدل هطول الأمطار مم                | 186                                 | 59                                  | 79                                  | 7                                   | 60                                  | 38                                  | 0                                   | 6                                   | 0                                   | 30                                  | 181                                 | 145                                 | 792                                 |
| المصدر #1:                          |                                     |                                     |                                     |                                     |                                     |                                     |                                     |                                     |                                     |                                     |                                     |                                     |                                     |
| المصدر #2:                          |                                     |                                     |                                     |                                     |                                     |                                     |                                     |                                     |                                     |                                     |                                     |                                     |                                     |